# CD4

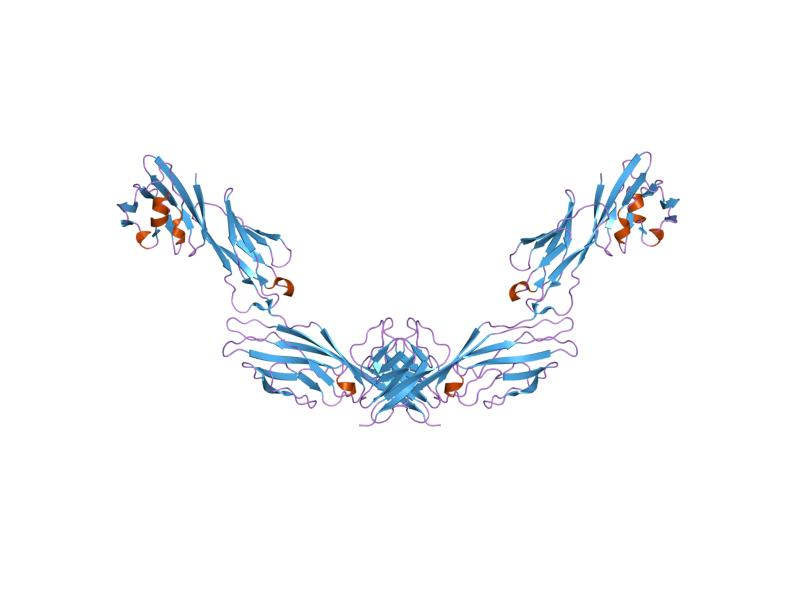
Struktura krystaliczna monomerycznej formy glikoproteiny CD4

CD4 (ang. cluster of differentation 4, synonimy: Leu-3, L3T4, T4) – glikoproteina o masie cząsteczkowej 55 kDa występująca na powierzchni komórek układu odpornościowego, takich jak limfocyty T pomocnicze, monocyty, makrofagi i komórki dendrytyczne. U ludzi białko to jest kodowane przez gen CD4 zlokalizowany na chromosomie 12, u myszy na chromosomie 6.

## Historia
W latach 70. XX wieku nastąpił rozwój metod związanych ze stosowaniem przeciwciał monoklonalnych w celach identyfikacji białek swoistych dla różnych populacji komórek. Jedno z badanych przeciwciał o nazwie OKT4 wykazywało reaktywność względem antygenu obecnego na części limfocytów T. Antygen rozpoznawany przez wyżej wspomniane przeciwciało – od jego nazwy – oznaczono nazwą T4, funkcjonowała również alternatywna nazwa Leu-3. W roku 1984, w związku z utworzeniem nomenklatury CD, białko uzyskało oficjalną nazwę CD4
.

## Struktura
Podobnie do wielu innych białek powierzchniowych, CD4 jest członkiem nadrodziny białek immunoglobulinopodobnych. Składa się z czterech domen immunoglobulinowych, oznaczonych symbolami od D1 do D4, które znajdują się na powierzchni komórki. Domeny D1 i D3 mają charakter domen zmiennych (IgV), zaś D2 i D4 strukturalnie przypominają domeny stałe (IgC) przeciwciał. Domena D1 jest kluczowa dla funkcjonowania CD4, gdyż wiąże się z białkami MHC klasy II, co jest podstawą działania CD4. Białko CD4 posiada również krótki fragment wewnątrzkomórkowy, który oddziałuje z kinazą Lck.
Funkcjonalnie aktywna cząsteczka CD4 występuje na powierzchni komórek w formie dimeru lub tetrameru, powiązanego mechanicznie również z TCR/CD3. Rozbicie tych kompleksów powoduje utratę funkcji CD4.

## Funkcja
CD4 jest jednym z koreceptorów receptora limfocytów T i odgrywa zasadniczą rolę w procesie prezentacji antygenu. Działanie CD4 polega na dwóch zjawiskach. Po pierwsze, CD4 powoduje, że kontakt pomiędzy komórką prezentującą antygen i limfocytem T jest bardziej ścisły i stabilny, co pozwala na dłuższą interakcję pomiędzy tymi komórkami. Po drugie, wspomniana wcześniej rekrutacja kinazy Lck wzmacnia sygnał biegnący od receptora TCR, ułatwiając tym samym aktywację limfocytu. Obniżony poziom CD4 na limfocytach Th2 oraz limfocytach T regulatorowych jest odpowiedzialny za słabszą odpowiedź tych komórek na stymulację antygenem. CD4 może również inicjować szlaki sygnałowe niezależnie od kompleksu TCR/CD3, co prowadzi do napływu wapnia do wnętrza komórki oraz produkcji interleukiny 2.

## Znaczenie w nauce i medycynie
CD4 jest białkiem rutynowo oznaczanym w testach naukowych i diagnostycznych związanych z funkcjonowaniem limfocytów T, zwykle w połączeniu z oznaczaniem innych antygenów. Ponieważ w wielu białaczkach rozwijających się z limfocytów T ekspresja CD4 jest zachowana, białko to jest pomocne w diagnostyce tych nowotworów. Zwiększona liczba komórek wykazujących obecność CD4 jest również powiązana z niektórymi chorobami autoimmunizacyjnymi, np. cukrzycą typu I.
Znaczenie CD4 polega również na tym, że jest to jeden z receptorów (oprócz koreceptorów, którymi są receptory chemokin: CXCR4 i CCR5), które wiążą białka wirusa HIV (w tym wypadku glikoproteinę gp120) i umożliwiają wniknięcie wirusa do komórek, co skutkuje jego namnażaniem i rozwojem zakażenia. Ponieważ skutkiem działania wirusa HIV jest obniżenie liczby komórek wykazujących ekspresję CD4, oznaczanie komórek CD4-pozytywnych we krwi jest narzędziem diagnostycznym, wspomagającym terapię osób zarażonych wirusem, mimo że wskaźnik ten sam w sobie nie może być stosowany jako test na zakażenie HIV.